# Al Stewart (jazzmusicus)
Alvin 'Al' Stewart (New York, 26 februari 1927 - Sarasota, 17 oktober 2016)  was een Amerikaanse jazz-trompettist die eind jaren veertig en in de jaren vijftig in bekende bigbands speelde.

## Biografie
Stewart groeide op in Brooklyn. Hij diende in 1945 in de Amerikaanse marine. Hij had les bij Benny Baker, een muzikant Arturo Toscanini's NBC Symphony Orchestra. In 1947 kreeg hij de kans bij Louis Prima te spelen (als solist is hij te horen in Chinatown, My Chinatown). Hij werkte bij Ray McKinley en werd lid van Benny Goodman's bebop-band (opnames daarvan verschenen in 1949 bij Capitol. In de jaren vijftig werkte Stewart in de orkesten van Machito (Afro-Cuban Jazz Suite, 1950), Chico O’Farrill (1951), Billy May (1952), Jerry Wald, Charlie Barnet (1955), Maynard Ferguson (1956), Nat Pierce (1957), Johnny Richards (1958), Chubby Jackson (1958), Gene Krupa (1958) en Tony Pastor (1959). In de jazz speelde hij in de jaren 1948-1963 mee op 64 opnamesessies, waaronder die van Louis Armstrong, Dizzy Gillespie, Charlie Parker, Bobby Hackett, Lee Morgan, Charlie Shavers, Buck Clayton, Conrad Gozzo, Phil Sunkel, Woody Herman, Bernie Glow, Carmen McRae, Warren Covington en Sal Salvador. In 1973 kwam hij met een jazzrock-Album, Al Stewart's Museum of Modern Brass (RCA) .

## Discografie
- Al Stewart's Museum of Modern Brass, RCA, 1973
- Better Late Than Never, Stew-Pendous, 2008